# Manilal Gandhi
 (avril 2016).
Si vous disposez d'ouvrages ou d'articles de référence ou si vous connaissez des sites web de qualité traitant du thème abordé ici, merci de compléter l'article en donnant les références utiles à sa vérifiabilité et en les liant à la section « Notes et références ».
Pour les articles homonymes, voir Gandhi (homonymie).
Manilal Mohandas Gandhi (né en Inde le 28 octobre 1892, - 4 avril 1956) est le 2e fils du Mahatma Gandhi et de Kasturba Gandhi et est actif dans le mouvement politique de son père. 

## Biographie
Il travaille presque 40 ans de 1917 à 1956 à Phoenix (Durban), comme éditeur de l'hebdomadaire en Gujarati et anglais Indian Opinion. Comme son père, Gandhi est envoyé plusieurs fois en prison pour avoir protesté contre des lois coloniales britanniques injustes.
En 1927, Manilal se marie avec Sushila Mashruwala (1907-1988), et a avec elle deux filles, Sita (1928) et Ela (1940), et un fils, Arun (1934). Arun et Ela sont aussi des activistes politiques.